# Ren Komatsu
Ren Komatsu (japanisch 小松 蓮 Komatsu Ren; * 10. September 1998 in der Präfektur Tokio) ist ein japanischer Fußballspieler.

## Karriere
Komatsu erlernte das Fußballspielen in der Jugendmannschaft von Matsumoto Yamaga FC und der Universitätsmannschaft der Sanno Institute of Management. Seinen ersten Vertrag unterschrieb er 2018 bei seinem Jugendverein Matsumoto Yamaga FC. Der Verein aus Matsumoto spielte in der zweithöchsten Liga des Landes, der J2 League. 2019 wurde er an den Ligakonkurrenten Zweigen Kanazawa ausgeliehen. Für den Verein absolvierte er 22 Ligaspiele. 2020 wurde er an den Ligakonkurrenten Renofa Yamaguchi FC ausgeliehen. Nach 57 Zweitligaspielen für den Klub aus Yamaguchi kehrte er Ende Januar 2022 zum Matsumoto Yamaga FC zurück. Am Ende der Saison 2023 wurde er mit 19 Toren Torschützenkönig der Liga. Nach Vertragsende bei Yamaga wechselte er im Januar 2024 nach Akita zum Zweitligisten Blaublitz Akita.

## Auszeichnungen
J3 League
- Torschützenkönig: 2023